# 仙女奈氏鱈
仙女奈氏鱈，為輻鰭魚綱鱈形目鼠尾鱈科的其中一種，分布於中西大西洋海域，屬深海底棲性魚類，深度860-915公尺，體長可達33公分，棲息在底層水域，生活習性不明。